# Reid Coolsaet
Reid Coolsaet (Hamilton, 29 juli 1979) is een Canadees atleet, die is gespecialiseerd in de marathon. Hij werd meervoudig Canadees kampioen op diverse afstanden. Hij nam tweemaal deel aan de Olympische spelen.

## Loopbaan
Zijn eerste grote succes behaalde hij in 2005 door de 5000 m te winnen bij de Canadese kampioenschappen atletiek. In datzelfde jaar vertegenwoordigde hij Canada bij de wereldkampioenschappen in Helsinki. In de reeksen van de 5000 m werd hij veertiende, waarmee hij zich niet kon kwalificeren voor de finale.
Vanaf 2009 legde Coolsaet zich toe op de marathon. In 2012 kon hij zich op de marathon ook kwalificeren voor de Olympische Spelen in Londen. Op de olympische marathon eindigde hij op de 27e plaats.
In 2015 eindigde Coolsaet als zevende in de marathon van Rotterdam en in een persoonlijk record van 2:10.28 als zesde in de marathon van Berlijn.

## Titels
- Canadese kampioen 5000 m - 2005, 2006, 2007, 2011
- Canadese kampioen 10.000 m - 2009
- Canadese kampioen veldlopen - 2007

## Persoonlijke records
Baan
| Onderdeel | Prestatie | Datum            | Plaats         |
| --------- | --------- | ---------------- | -------------- |
| 1500 m    | 3.43,72   | 22 juli 2006     | Heusden-Zolder |
| 2000 m    | 5.09,77   | 9 maart 2006     | Melbourne      |
| 3000 m    | 7.57,57   | 22 augustus 2006 | Malmö          |
| 5000 m    | 13.21,53  | 28 juli 2007     | Heusden-Zolder |
| 10.000 m  | 27.56,92  | 29 april 2007    | Palo Alto      |

Weg
| Onderdeel | Prestatie | Datum             | Plaats       |
| --------- | --------- | ----------------- | ------------ |
| 15 km     | 44.25     | 8 maart 2008      | Jacksonville |
| marathon  | 2:10.28   | 27 september 2015 | Berlijn      |

Indoor
| Onderdeel   | Prestatie | Datum           | Plaats       |
| ----------- | --------- | --------------- | ------------ |
| 1500 m      | 3.51,16   | 19 januari 2008 | Toronto      |
| 1 Eng. mijl | 4.02,96   | 21 januari 2006 | New York     |
| 3000 m      | 7.53,51   | 26 januari 2008 | Boston       |
| 2 Eng. mijl | 8.37,37   | 28 januari 2006 | Boston       |
| 5000 m      | 13.42,84  | 9 februari 2007 | Fayetteville |

## Palmares

### 5000 m
- 2001: 4e Canadese kamp. in Edmonton - 14.43,71
- 2002: 4e Canadese kamp. in Edmonton - 14.14,09
- 2003:  Canadese kamp. in Victoria - 13.53,59
- 2005:  Canadese kamp. in Winnipeg - 13.52,66
- 2006:  Canadese kamp. in Ottawa - 13.49,94
- 2007:  Canadese kamp. in Windsor - 13.34,55
- 2009: 14e in de reeksen WK - 13.53,15
- 2011:  Canadese kamp. in Calgary - 14.09,83

### 10.000 m
- 2007:  Mount SAC Relays in Walnut - 28.21,86
- 2009:  Canadese kamp. in Toronto - 29.20,81
- 2010:  Canadese kamp. in Toronto - 29.14,63
- 2011:  Canadese kamp. in Calgary - 31.36,38

### 5 km
- 2004:  Arturo Barrios Invitational in Chula Vista - 14.03
- 2005:  Arturo Barrios Invitational in Chula Vista - 14.10

### 10 km
- 2006: 5e Canadese kamp. in Ottawa - 30.10,6
- 2009:  OASIS Zoo Run in Toronto - 29.57,1
- 2010:  Peach Bud in Grimsby - 29.34,7
- 2010:  Run Barbados Festival in Bridgetown - 30.10
- 2011:  Sporting Life in Toronto - 28.08,0
- 2011:  Oasis Zoo Run in Toronto - 29.34,6
- 2012:  Yonge Street in Toronto - 28.35,7
- 2012:  Oasis Zoo Run in Toronto - 30.24,7
- 2013:  Oasis ZooRun in Toronto - 29.50,1
- 2013:  Guelph Thanksgiving Day - 30.28,2
- 2015:  Longboat Toronto Island Run - 29.10

### 15 km
- 2008:  Gate River Run in Jacksonville - 44.25
- 2009:  Billy Taylor in Guelph - 47.15
- 2009: 8e Utica Boilermaker - 45.17
- 2015: 8e Utica Boilermaker - 44.34

### 10 Eng. mijl
- 2010:  Acura - 48.24,2
- 2011:  Acura Toronto - 48.33,8

### halve marathon
- 2010:  halve marathon van Parkersburg - 1:03.47
- 2011:  halve marathon van Montréal - 1:04.54,3
- 2011: 5e halve marathon van Virginia Beach - 1:03.16
- 2012:  halve marathon van Vancouver - 1:03.16
- 2013: 19e City-Pier-City Loop - 1:04.24
- 2013:  halve marathon van Niagara Falls - 1:03.11,0
- 2015:  halve marathon van Calgary - 1:06.50
- 2015:  halve marathon van Vancouver - 1:05.40
- 2015:  halve marathon van Edmonton - 1:04.09
- 2016: 38e WK in Cardiff - 1:04.56

### 30 km
- 2012:  Around the Bay - 1:33.20,4

### marathon
- 2009: 8e marathon van Ottawa - 2:17.09,5
- 2009: 25e WK - 2:16.53
- 2010: 10e marathon van Toronto - 2:11.22,5
- 2011:  Toronto Waterfront Marathon - 2:10.55
- 2012: 27e OS - 2:16.29
- 2013: 6e marathon van Fukuoka - 2:11.24
- 2014: 13e marathon van Londen - 2:13.40
- 2015: 7e marathon van Rotterdam - 2:11.24
- 2015: 6e marathon van Berlijn - 2:10.28
- 2016: 23e OS - 2:14.58
- 2016: 7e marathon van Fukuoka - 2:10.55
- 2018: 10e Toronto Waterfront Marathon - 2:17.37

### veldlopen
- 2002: 98e WK lange afstand in Dublin - 38.36
- 2003:  Canadese kamp. in Toronto - 31.36
- 2004:  Canadese kamp. in Toronto - 30.06
- 2004: 62e WK korte afstand in Brussel - 12.31
- 2005: 5e Canadese kamp. in Vancouver - 30.43
- 2005: 52e WK korte afstand in Saint Galmier - 12.33
- 2006:  Canadese kamp. in Vancouver - 31.52,0
- 2006: 98e WK korte afstand in Fukuoka - 12.07
- 2007:  Canadese kamp. in Guelph - 29.55,7
- 2015: 5e Canadese kamp. in Kingston - 30.16,9